# Hari Kunzru

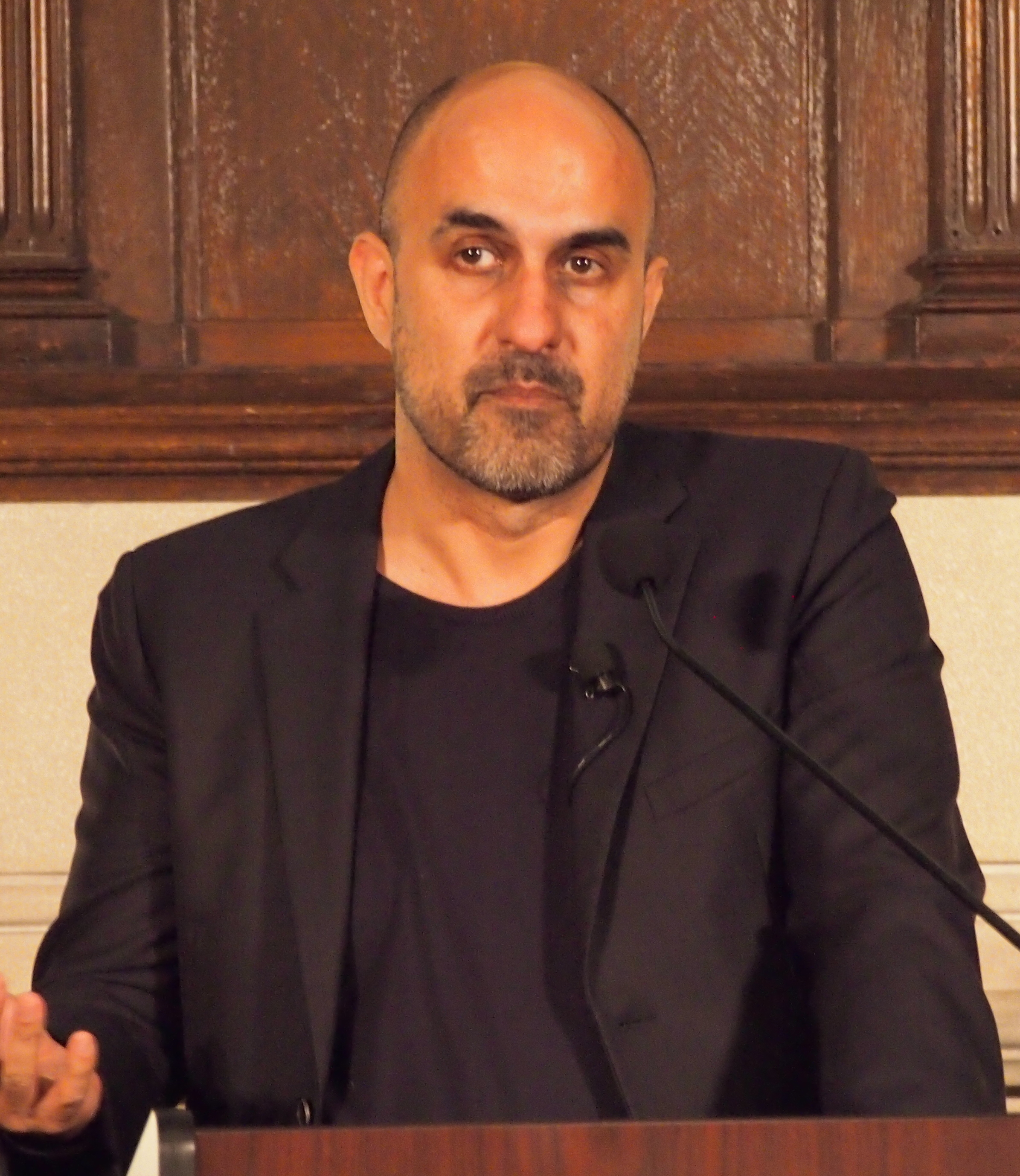
Hari Kunzru

Hari Mohan Nath Kunzru (Londen, 1969) is een Britse auteur en journalist van Indiase (Kasjmiri Pandit) afkomst. Hij is vooral bekend van The Impressionist. Zijn werk werd vertaald in twintig talen.

## Biografie
Kunzru groeide op in Essex. Hij studeerde Engelse taal en cultuur aan de Universiteit van Oxford en behaalde daarna een mastertitel in de Filosofie en Literatuur aan de nog jonge Universiteit van Warwick. Vanaf 1998 was Kunzru werkzaam als verslaggever voor kranten als The Guardian en The Daily Telegraph. Eveneens was hij correspondent voor het tijdschrift Time Out en interviewer bij het Sky-programma The Lounge.